# Philippe Cam
Philippe Cam est un producteur de musique d'ambiance et disc-jockey français.

## Biographie
Philippe Cam a d'abord travaillé comme marin et plus tard comme docker à Port du Havre. Il s'est ensuite tourné vers la production de musique rock expérimentale avant d'assister à un concert du compositeur Bernard Parmegiani, ce qui a suscité son intérêt pour la musique électronique. Il s'installe en Belgique et fréquente les conservatoires de Mons et de Bruxelles. Cependant, les programmes stricts se heurtaient à son approche plutôt autodidacte. Au début des années 1990, il est apparu en tant que DJ au Club Sud à Bruxelles. Il a également composé de la musique pour le cinéma, le théâtre et la danse contemporaine. Pour le chorégraphe Pierre Droulers, il compose la musique de ses pièces De l'Air et du Vent (1996) et Multum In Parvo (1998).
Vers 1999, il se tourne de plus en plus vers la techno. À partir de 2000, Cam sort plusieurs singles sur le label Traum Schallplatten de Riley Reinhold, qui se distinguent particulièrement par leurs mélodies entraînantes et hypnotiques. En 2001, ces singles ont finalement été combinés en tant qu'album de compilation Balance et sont également sortis sur Traum Schallplatten. Après la mort d'un parent et la naissance de son premier enfant, Cam s'est d'abord retiré du travail de production. En 2006, le label canadien Musique Risquée a sorti le single Somewhere Between Here and There, qui contenait également des remix d' Akufen et de Deadbeat. Après cela, il n'a pas sorti de nouveau matériel avant 2019 avec l'album Rotterdam.
Cam habite à Nîmes dans le sud de la France.

## Discographie
Albums
- 2001: Balance (Compilation; Traum Schallplatten)
- 2019: Rotterdam (Traum Schallplatten)

Singles
- 2000: Caddie's Day / Western (Traum Schallplatten)
- 2000: Mixte / Karine (Traum Schallplatten)
- 2000: Köln / LFO Drive (Traum Schallplatten)
- 2002: Canadians! / Gisèle (Traum Schallplatten)
- 2006: Somewhere Between Here and There (Musique Risquée)

## Filmographie
Compositeur
- 1993: The Motorcycle Girl (court métrage)
- 2006: Time Is Working Around Rotterdam (court métrage)